# 一個中國框架
一個中國框架（英語：One China Framework），簡稱一中框架，也被稱為各表一中，是中國共產黨和中華人民共和國對於一個中國原則的政策之一。由中共中央總書記胡錦濤於2006年「胡六點」談話中首次提出，於2012年中共十八大被寫入工作報告，成為中華人民共和國正式的國家方針。這個說法被用來作為九二共識的解釋之一，主張中國大陸與台灣雙方應該在一個中國的共同立場下，進行和平談判，以推動中華人民共和國統一臺灣。
一個中國框架被認為是比較溫和而有彈性的政策，因為只提到中國，未強調中華人民共和國是中國唯一合法代表，也未強調台灣是中華人民共和國領土，只提到中國大陸與台灣同屬一個中國，可能存在模糊解釋空間。因此，除中華人民共和國官方之外，在台灣的政治人物也多使用這個名詞，以中國國民黨為代表。中國國民黨經常認為一個中國框架代表中華人民共和國允許一中各表，但這個解釋被中華人民共和國方面認為是一種惡意扭曲，一個中國不能被解釋為中華民國代表中國，或允許中華民國可以自行表述代表中國。

## 概論
1993年，中華人民共和國國務院發佈《台灣問題與中國統一》白皮書，建立了中華人民共和國的一個中國原則，其內容為「世界上只有一個中國，中華人民共和國是代表中國的唯一合法政府，台灣是中國的一部分。」
一個中國框架的說法，於2006年中共中央總書記胡錦濤發表《携手推动两岸关系和平发展，同心实现中华民族伟大复兴》談話中首次出現。這次談話俗稱「胡六點」，胡錦濤在談話中強調，世界上只有一個中國，即中華人民共和國。自1949年中華人民共和國建國之後，中國大陸與台灣之間仍然同屬一個中國，雖然尚未統一，但中國領土與主權從未分裂。他希望兩岸在維護一個中國框架上形成共同認知，共同反對台獨分裂活動，在一國兩制與和平談判的原則下，共同追求中國統一。
一個中國框架在修辭上較為溫和、模糊，但在中華人民共和國官方立場上，認為這與一個中國原則完全相同，立場一致。
在馬英九總統執政時期，曾對中華民國立法院數度保證不會接受一中框架。2015年，陸委會主委夏立言也曾向立法委員說明立場。

## 類似言論

### 各表一中
在1992年香港會談結束後，海基會與海協會雙方持續以電報方式進行意見統合。中共方面提出，「只要兩岸雙方承認一個中國，對於未來走向統一沒有分歧即可」，只要雙方承認這個前提，可以暫時不去討論「一個中國」的實際內涵。台灣方面對於這些表述方案表示尊重，海基會首任董事長辜振甫認為雙方並沒有達成共識。
在蔡英文當選中華民國總統後，2016年國台辦前副主任王在希在北京接見台灣31大專院校學生組成的青年訪問團時，在閉門會議中提出「各表一中」。他認為，用一中各表來表述九二共識，是一種錯誤的扭曲，中國大陸方面不可能接受「一個中國就是中華民國」的說法，也違反雙方默契，應改用各表一中。
前中共中央臺灣工作辦公室副主任王在希於2016年提出，用來總結此前中國大陆方面在九二香港會談中的立場，即“各自以口头方式表述海峡两岸均坚持一个中国原则的共识”。
前中华民国副总统吴敦义认为并强调，九二共識是“一中各表”而非“各表一中”，兩岸換文的結果是「兩岸都堅持一個中國的原則，但是對於它的涵意，雙方同意用口頭聲明方式各自表述」。但此说法也被國民黨智庫「國政基金會」前副執行長孫揚明批评对历史存在曲解，使情勢更難以釐清。